# Luis B. Lluch Garín
Luis Bertrán Lluch Garín, que firmó habitualmente como Luis B. Lluch Garín (Valencia, 26 de agosto de 1907-íd., 16 de julio de 1986), fue un abogado, político, conferenciante, escritor y periodista español.

## Biografía
Hijo de José Lluch Meléndez, catedrático de matemáticas (fallecido el 24 de octubre de 1918) y de María de los Ángeles Garín Martí, nació en una familia acomodada de Valencia.
La familia se compuso de numerosos hermanos: José María, Luis Bertrán, Vicente, Santiago, María de la Concepción, Felipe y Rafael. Respecto de ellos, su hermano Santiago fue misionero Paúl en América del Norte; Rafael fue asesinado en Valencia por un grupo de milicianos durante la guerra civil española; y Felipe (1906-1941), por su parte, fue periodista y director escénico del Teatro Español de Madrid.
En 1928 la familia se trasladó a Madrid, regresando a Valencia en 1933.
Ideológicamente fue afín al Movimiento. Fue procurador en Cortes (1950-1956). y Consejero Nacional (1959-1964).
Falleció en Valencia a los 78 años de edad: su muerte fue comentada en los medios informativos, reuniendo su entierro a gran número de personalidades.
Luis Beltrán tuvo 12 hijos, entre ellos Pilar Lluch de Juan.

## Distinciones
Académico de número de la Real Academia de Cultura Valenciana, Medalla Nº 40 (1959).
Recibió la Cruz de Honor de la Orden de San Raimundo de Peñafort (1964)- y la Orden de Cisneros (1966), Encomienda sencilla.
Como presidente de la «Cofradía del Santo Cáliz de la Cena», junto con el Arzobispo de Valencia, José María García Lahiguera, fue recibido en audiencia civil en El Pardo por el Jefe del Estado (1972).

## Actividad laboral
Abogado en ejercicio y secretario de la Junta de Gobierno del Colegio de Abogados de Valencia y de la Hermandad de Abogados de la Inmaculada Concepción.
Perteneció a la Academia Valenciana de Jurisprudencia.
Letrado y secretario asesor de la Feria Internacional del Mueble de Valencia. Fue secretario del Sindicato Provincial de la Madera y Corcho de Madrid, siendo procurador en Cortes y jefe de la Sección Económica Central de dicho sindicato. Asimismo, fue presidente de la operación “M-U”, relativa a la exportación de manufactura de maderas (paneles alistonados, muebles, sillas, molduras, lápices, imágenes, ciriales, reclinatorios...) a trece países: Suecia, Puerto Rico, Marruecos francés, Venezuela, Egipto, Honduras, Inglaterra, Ecuador, Paraguay, República Dominicana, Holanda y EE. UU..
Como secretario de la «Feria del Mueble», participó en la sesión de apertura, inaugurada por el ministro de Relaciones Sindicales, Enrique García-Ramal (1972).

## Actividad sociocultural
En representación por Valencia, participó en el «Congreso Nacional de Padres de Familias Numerosas» (1956).
Mantenedor de los Juegos Florales organizados por el Ayuntamiento de Aspe (1956).
Vocal de la junta directiva de la «Asociación de Familias Numerosas de España» (1959).-
Como Consejero Nacional, participó en la despedida a la señora Olga E. Gordon, en relación con la Primera Manifestación Internacional de la Madera (MAIDEMA), una iniciativa comercial privada para incrementar el comercio del mueble entre España y Norteamérica: «La homenajeada (señor Gordon), recibió como obsequio, una senyera valenciana firmada por todos los miembros de la Agrupación MAIDEMA».
En tanto presidente de la «Cofradía del Santo Cáliz», junto con el arzobispo de la diócesis, José María García Lahiguera y del Cabildo catedralicio, acompañó al Emperador de Etiopía, Haile Selassie, en su visita a la Catedral de Valencia (abril de 1971).-

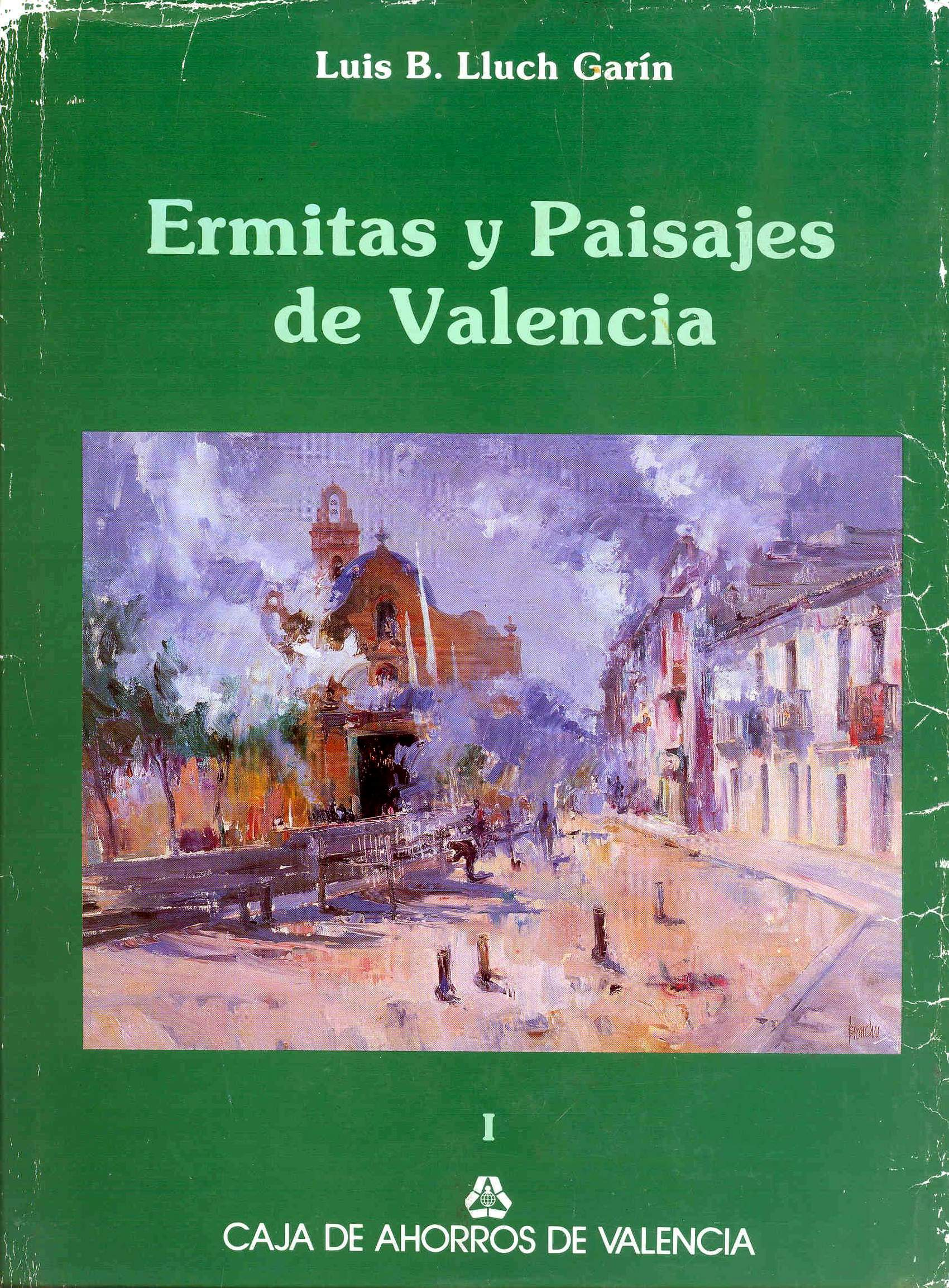
Portada del tomo I de "Ermitas y paisajes de Valencia" (1980), obra de Luis B. Lluch Garín (1907-1986).

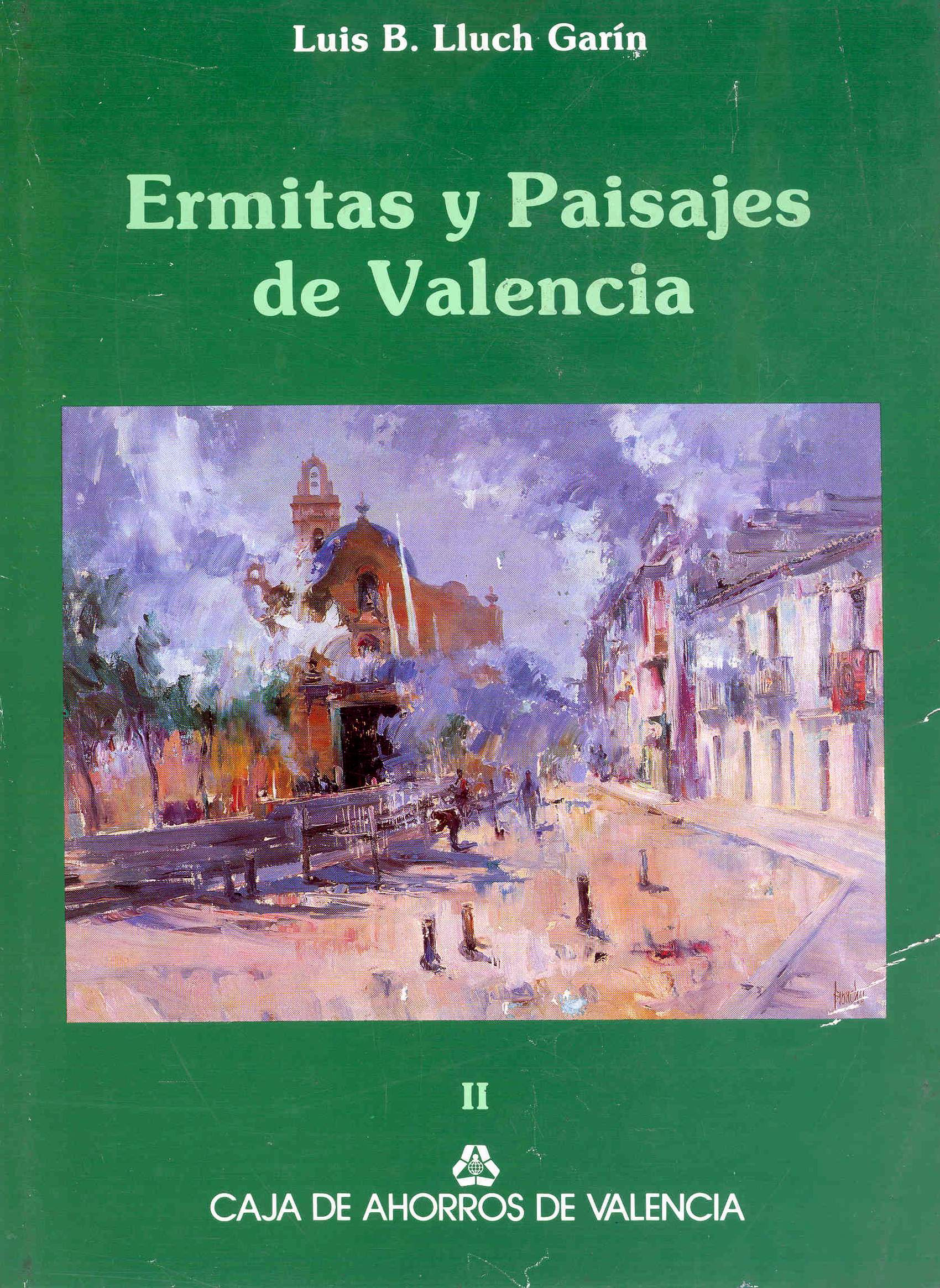
Portada del tomo II de "Ermitas y paisajes de Valencia" (1980), obra de Luis B. Lluch Garín (1907-1986).

## Escritor y periodista
Como periodista, fue asiduo colaborador del diario Las Provincias, Levante-El Mercantil Valenciano, Jornada, ABC y diversas revistas.
Gran parte de su actividad periodística acabó formando parte de su obra más conocida Ermitas y paisajes de Valencia (Valencia, 1980), editada por la Caja de Ahorros de Valencia en dos volúmenes de gran formato (23X30 cm), con más de 500 páginas cada uno.

## Asociaciones y entidades de pertenencia
- Académico de número de la Academia de Cultura Valenciana.
- Amigo Insigne de la Juventud.
- «Bunyol d´Or amb fulles de llorer».
- Clavario de Honor Perpetuo del Altar del Mercado de San Vicente Ferrer.
- Cronista Honorario del Reino de Valencia.
- «Honorable Cavaller Jurat de Sant Vicent Ferrer».
- Maestro Mayor Honorario del Gremio de Carpinteros.
- Miembro del Honorable Consistorio de Mantenedores de Lo Rat Penat.
- Miembro Honorario Perpetuo de la Pila Bautismal de San Vicente Ferrer.
- Presidente de la Cofradía del Santo Cáliz.
- Presidente de la Sección de Cruces y Ermitorios de Valencia.

Asimismo, como socio y miembro de honor perteneció a otras muchas corporaciones:

## Obra publicada

### Conferencias, discursos y pregones
- «Acto de la proclamación de la Fallera Mayor de Valencia del año 1971 señorita Lourdes Pascual Navarro», Imprenta La Semana Gráfica, Valencia, 1971.
- «Acto de la proclamación de la Fallera Mayor Infantil de Valencia del año 1975 niña Conchín Lluch García», Imprenta La Semana Gráfica, Valencia, 1975.
- «Acto de la proclamación de la Fallera Mayor Infantil de Valencia del año 1973 niña María Amparo Trenor García», Imprenta La Semana Gráfica, Valencia, 1973.
- «Actos de la proclamación de las Falleras Mayor e Infantil de la plaza del Mercado del año 1976 señorita Carmen de Rosa y Torner y la niña Rosa Lluch García», Imprenta La Semana Gráfica, Valencia. 1976.
- «Bodas reales en el monasterio del Puig», Conferencia pronunciada en el curso de la I Asamblea de Cronistas del Reino de Valencia, Valencia, 1960.
- «Discurso como mantenedor en el V certamen literario en honor a la Santísima Virgen de los Desamparados», Edita Casa de los Obreros, Valencia, 1946.
- «Discurso en el Día de la asociación de Ferias Españolas», Tipografía Bernes, Valencia, 1969.
- «Discurso en los Juegos Florales de Gandía, el día 15 de octubre de 1953», Edita Papelería Vila, Valencia, 1953.
- «Discurso pronunciado como Mantenedor en el V certamen literario en honor de la Santísima Virgen de los Desamparados», Valencia, 1946.
- «Dos discursos y varias charlas, en el V Centenario de la Canonización de San Vicente Ferrer», Imprime Talleres Gráficos Miguel Laguarda, Valencia, 1955.
- «El barroco en el mueble, Conferencia pronunciada en la IIª Feria Española del Mueble, Madera y Mimbre», Imprenta Romeu, Valencia, 1964.
- «El frailecito doctrinero», Edita Hermandad de Caballeros Cruzados de Santo Espíritu del Monte, Valencia, 1947.
- «El moblaje del siglo XVI, Conferencia pronunciada por el autor en la Feria Española del Mueble», Madera y Mimbre, Valencia, 1983.
- «La Valencia de Joanot Martorell», conferencia en el Real Academia de Cultura Valenciana, Edita Sucesor de Vives Mora, Valencia, 1981.
- «La violeta, el clavel y el lirio, Discurso como mantenedor de los LXX Juegos Florales Lo rat Penat». Prólg. Baltasar Rull Villar, alcalde de Valencia, imprime Talleres Gráficos Miguel Laguarda, Valencia, 1953, 47 páginas.
- «La violeta, el clavel y el lirio, discurso con prólogo por Baltasar Rull Villar», imprime Talleres Gráficos de Miguel Laguarda, Valencia, 1953.
- «Los bosques valencianos, Edita Sindicato Provincial de la Madera y Corcho», Talleres Gráficos Miguel Laguarda, Valencia, 1957.
- «Pregón de la Semana Santa de Paiporta pronunciado en el Cine Florida el día 15 de abril de 1962», imprime Imprenta Puig, Valencia, 1962.
- «Revelación artística de una Valencia ignorada», discurso leído en el acto de su recepción pública el 14 de mayo de 1985, y contestación del Ilmo. Sr. D. José Ombuena Antiñolo; palabras finales del Excmo. Sr. D. Felipe María Garín Ortiz de Taranco, Real Academia de Bellas Artes de San Carlos, Valencia, 1985.
- «Tres escenas de la vida de San Luis Bertrán», Pregón en el IV Centenario de la muerte de San Luis Bertrán, pronunciado en el Paraninfo de la Universidad de Valencia el 24 de noviembre de 1981, Valencia, 1981.

### Libros
- El canto de Berceo y el lamento del moro valenciano, Impremta Fill de F. Vives Mora, Valencia, 1971.
- Ermitas de Valencia, Prólogo de Adolfo Rincón de Arellano, Publicaciones del Archivo Municipal de Valencia, Ayuntamiento de Valencia, Valencia 1968.[21]
- Ermitas y paisajes de Valencia, Caja de Ahorros de Valencia, dos volúmenes, Valencia, 1980. ISBN 84-500-3982-7 (Obra completa)
- Fantasía sobre el santo cáliz, en tres jornadas y un epílogo, Separata de Anales del Centro de Cultura Valenciana, edita Vives Mora, Valencia, 1973.
- Feria Muestrario Internacional: crónica de los primeros 65 años (1917-1982), Prólogo de José Antonio Noguera de Roig, Valencia, 1982. ISBN 84-398-5534-6
- La Valencia de Joanot Martorell, separata de Anales del Centro de Cultura Valenciana, Valencia, 1970.[22]
- Pinceladas, Feria Internacional del Mueble, Valencia, ca. 1985.